# Санта-Мария-делле-Неви
Церковь Санта-Мария-делле-Неви (итал. La chiesa di Santa Maria delle Nevi — Церковь Святой Марии Снежной) — римско-католическая церковь, расположенная в Сиене (Тоскана) на улице Виа деи Монтанини.
Именование церкви связано с популярной легендой XIII века о Деве Марии Снежной. В IV веке в Риме трём людям: папе Либерию, римскому патрицию Иоанну (Джованни) и его жене, явилась во сне Дева Мария. Патриций и его жена были бездетны, и много лет молились о рождении ребёнка. Дева Мария во сне сказала патрицию, что ниспошлёт ему долгожданное дитя, если он выстроит церковь на холме Эсквилин, на том месте, где на следующий день он обнаружит снег. Наутро патриций поделился сном с женой, и оказалось, что она видела тот же сон. Патриций и его супруга отправились к папе, и тогда выяснилось, что Дева Мария явилась и ему, и сказала во сне о необходимости строительства новой церкви и об указующем место снеге. Было 5 августа 352 года (или 358 года), жаркое римское лето, когда папа Либерий, патриций Иоанн и его супруга в сопровождении процессии духовенства отправились на Эсквилин. На холме, среди зелени, лежал чистый белый снег. Немедленно была на этом месте была заложена церковь. Само событие получило название «чудо о снеге», и в честь него было названо множество церквей в разных городах и странах.

## История и архитектура церкви
Храм был построен между 1471 и 1477 годами Джованни Чинуги (Giovanni Cinughi), епископом близлежащей Пиенцы, для своей семьи. Однако после его смерти средства на завершение внутренней отделки церкви иссякли и храм остался недостроенным. Вначале он был частью древнего монастыря Сант-Эджидио (Святого Эгидия), известного как обитель «Сестёр Капуцинок» (Suore Cappuccine). Впоследствии, в начале XX века, было решено построить новую площадь — Пьяцца Умберто I, монастырь был выкуплен муниципалитетом и снесён. Из древнего монастыря удалось спасти лишь небольшую ренессансную «Церковь Мадонны Снежной» благодаря главе муниципалитета Лизини, который как историк и учёный решительно выступал против разрушения исторических памятников.
Здание имеет классический фасад, облицованный плитами травертина и украшенный декоративными элементами из серого известняка. Гербы заказчика выполнены из мрамора. Церковь имеет типичный для эпохи итальянского Возрождения базиликальный план: один неф, перекрытый двумя крестовыми сводами. Строительство приписывается Бастиано ди Корсо или Лоренцо ди Пьетро, известному как Веккьетта, или, в любом случае, какому-то другому ученику Франческо ди Джорджо. Здание освещается круглым окном на фасаде и двумя боковыми окнами слева, в то время как два окна справа спроектированы, но оставлены незавершёнными, как и вся отделка боковых стен и сводов.

## «Мадонна Снежная» Маттео ди Джованни

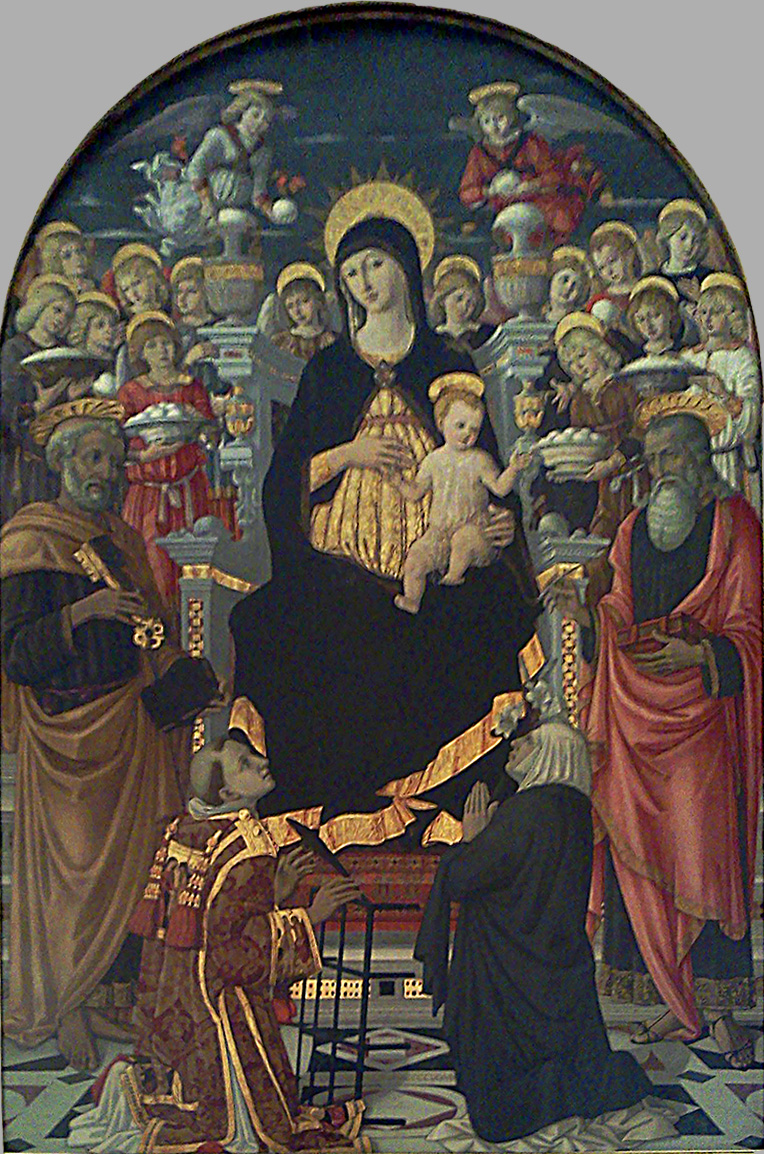
Маттео ди Джованни. Мадонна Снежная. 1477. Дерево, темпера

В 1477 году Джованни Чинуги, первый епископ Пиенцы, и близкий друг папы Пия II, сделал заказ на изготовление алтаря для новой церкви, построенной в честь недавно канонизированной в 1461 году Екатерины Сиенской. Маттео ди Джованни написал Деву Марию на троне с Младенцем в окружении святых Петра и Иоанна Евангелиста, а также святых Лаврентия и Екатерины Сиенской. Позади них — ангелы, держащие подносы со снегом, согласно популярной легенде выпавшим в Риме 5 августа 358 года на месте, где папа Либерий решил построить базилику Санта-Мария-Маджоре. В пределле Маттео изобразил чудо выпавшего снега.
Икона, подписанная и датированная Маттео ди Джованни, до настоящего времени украшает главный алтарь церкви. Лепные рельефы по сторонам алтаря с образами святых Иосифа и Марии Магдалины де Пацци приписываются сиенскому скульптору XVIII века Джузеппе Маццуоли.